# Sankt Georgen im Attergau
Sankt Georgen im Attergau é um município da Áustria localizado no distrito de Vöcklabruck, no estado de Alta Áustria.